# Magnus Blix
Magnus Gustaf Blix (ur. 25 grudnia 1849 w Säbrå, Västernorrland, zm. 14 lutego 1904 w Lund) – szwedzki fizjolog, profesor na Uniwersytetach w Uppsali i w Lund, członek Królewskiej Szwedzkiej Akademii Nauk.
Blix w latach 80. XIX wieku prowadził badania nad czuciem somatycznym. Odkrył, że elektryczna stymulacja określonych punktów na powierzchni skóry daje wrażenie ciepła lub zimna. Swoje wyniki opublikował w latach 1881–1882. W tym samym czasie, niezależnie od Blixa, do podobnych wniosków doszli niemiecki neurolog Alfred Goldscheider i amerykański lekarz Henry Herbert Donaldson z Uniwersytetu Johnsa Hopkinsa. Blix ponadto prowadził wieloletnie badania nad fizjologią mięśni.
Jego wnukiem jest Hans Blix.

## Wybrane prace
- Experimentela bidrag till lösning af frågan om hudnervernas specifika energi. Upsala läkareförenings förhandlingar 18, s. 87–102 (1882)
- Experimentela bidrag till lösning af frågan om hudnervernas specifika energi. Upsala läkareförenings förhandlingar 18, s. 427–440 (1883)
- Experimentelle Beiträge zur Lösung der Frage über die specifische Energie der Hautnerven. Z. Biol. 20, s. 141–156 (1884)
- Experimentelle Beiträge zur Lösung der Frage ber die specifische Energie der Hautnerven. Z. Biol. 21, s. 145–160 (1885)